# De Jantjes (toneelstuk)
De Jantjes is een muziektoneelstuk van Herman Bouber, met liedjes geschreven door Louis Davids en Margie Morris. De Jantjes werd al snel gezien als een klassieker in de Nederlandse amusementswereld en is nooit meer uit het Nederlands volkstoneelrepertoire verdwenen. Het is dan ook meerdere malen verfilmd.

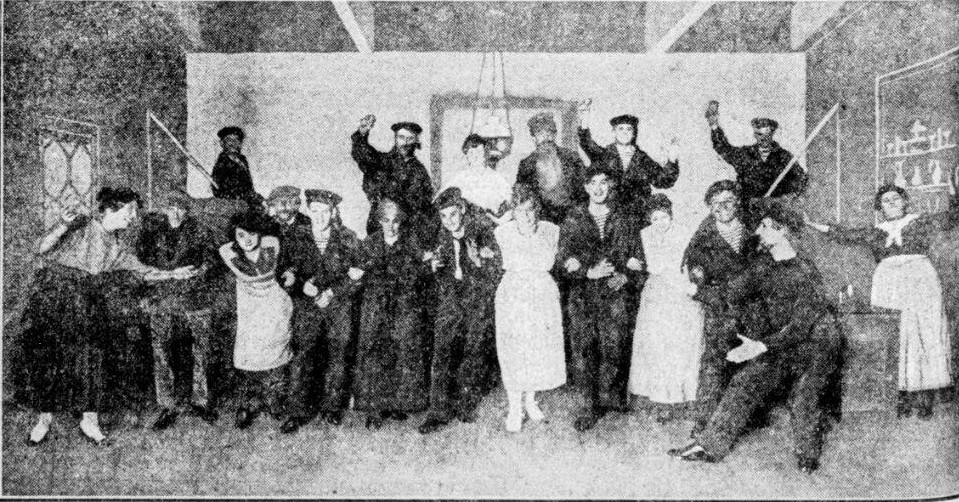
Scene in de danskroeg, 1921

Het stuk werd voor het eerst opgevoerd in 1920, en was direct een inslaand succes. Bouber kon De Jantjes tegelijkertijd in verschillende bezettingen door het land laten toeren. De driehonderdste voorstelling werd gespeeld op 2 mei 1921 in de plantage-schouwburg in Amsterdam, en in twee jaar tijd werden er meer dan 2000 voorstellingen gegeven. Liedjes als Word nooit verliefd, Draaien, Als je huilt ben je een stakker, Nou tabé dan, In de Jordaan en Omdat ik zoveel van je hou kwamen al snel in het hele land op het repertoire te staan.

## Verhaal
Misleiding en misverstand in verschillende relaties. Leendert wil iets met Greet, de vriendin van Dolle Dries. Moeder Piet wil Leendert wel helpen en luist Tante Betje (Dries zijn moeder) erin. Dat leidt tot een fikse ruzie tussen Dries en Leendert. Ook de Marine vrienden van Dries, Manus en Toon (vandaar de titel De Jantjes) gaat het niet voor de wind, waardoor Dries, Manus en Toon besluiten naar Nederlands-Indië te gaan. Ze vertrekken voor zes jaar naar de Oost.

## Personages
- Dolle Dries, De Schele (Manus) en Blauwe Toon zijn matrozen. Toon is meestal aangeschoten, wat zijn bijnaam verklaart.
- Tante Piet is kastelein in De Jordaan. Voor de tweede keer getrouwd, ten tijde van het verhaal met Ome Gerrit. Piet is de moeder van (mooie) Leendert, die getrouwd is met Doortje.
- Tante Betje is de moeder van Dolle Dries.
- Blonde Greet is het vriendinnetje van Dolle Dries, waar ook Leendert een oogje op heeft.
- Na Druppel en De Mop vormen een straatduo. Na zingt, de Mop incasseert.

## Opvoeringsgeschiedenis

### 1920-1945 Sluyters en Bouber

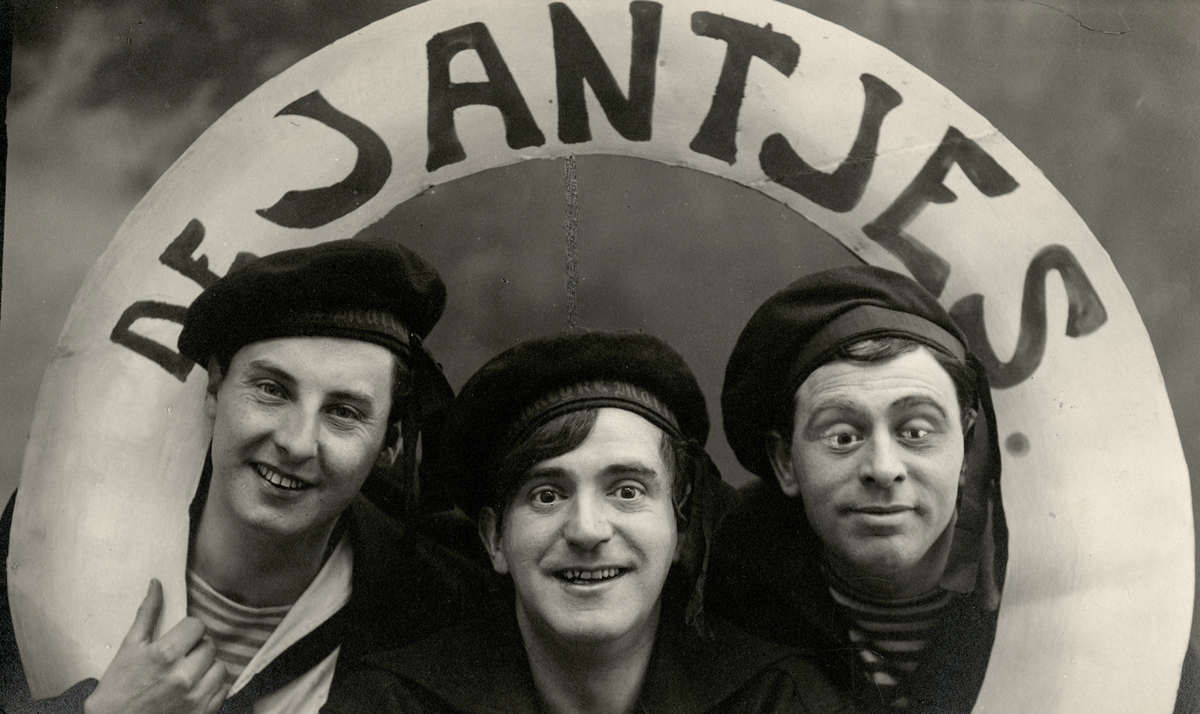
Emile Timrott, Maurits de Vries en Herman Bouber in "De Jantjes", 1921.

Op 14 augustus 1920 ging De Jantjes in première in de Plantage Schouwburg in Amsterdam. Tot de jaren vijftig was het bijna uitsluitend het gezelschap van Herman Bouber dat De Jantjes opvoerde. Blonde Greet werd gespeeld door Aaf Bouber, Toffe Jans door Clara Vischer-Blaaser, Na Druppel door Anna Sluiyters en de drie Jantjes door Emile Timrott, Maurits de Vries en Herman Bouber (de auteur zelf).

### 1959-1984: Volkstheater
Het Amsterdams Volkstheater, onder leiding van Beppie Nooij jr., heeft driemaal De Jantjes op de planken gebracht. De eerste versie was te zien in 1959. Deze werd bestempeld als 'een toneelstuk in 5 bedrijven'. Deze voorstelling sloeg zo aan dat hij op 13 maart 1961 rechtstreeks werd uitgezonden bij de VARA. Toen het gezelschap na de uitzending De Kleine Komedie in Amsterdam verliet, hingen de buurtbewoners uit de ramen en applaudisseerden. De tweede versie beleefde haar première op 10 februari 1970. De première van de derde opvoering was op 8 oktober 1982. In de televisieregistratie van deze versie was Josephine van Gasteren te zien als Na Druppel omdat Ank van der Moer op 28 maart 1983 was overleden.
De tweede en derde versie zijn de voorlopers van de latere musicalversies. In de twee laatste versies van Nooy's Volkstheater was Carry Tefsen te zien als Toffe Jans. Zij zou in latere versies ook te zien zijn.
| Rol                      | 1959-1960        | 1970-1971                  | 1982-1983                                |
| ------------------------ | ---------------- | -------------------------- | ---------------------------------------- |
| Blonde Greet             | Kitty Janssen    | Yoka Berretty              | Hanny Vree                               |
| Toffe Jans               | Beppie Nooij jr. | Carry Tefsen               | Carry Tefsen                             |
| Schele Manus (De Schele) | Fred Wiegman     | Martin Käfig               | Michiel Kerbosch                         |
| Dolle Dries (De Dolle)   | Rudi Falkenhagen | Dick Rienstra              | Dick Rienstra                            |
| Blauwe Toon (De Blauwe)  | Ed Bauer         | Ramses Shaffy/ Ger Smit    | Marnix Kappers                           |
| (Tante) Na Druppel       | Beppie Nooij sr. | Beppie Nooij sr.           | Ank van der Moer/ Josephine van Gasteren |
| De Mop                   | Rien van Nunen   | Johnny Jordaan/ Albert Mol | Henk Molenberg                           |
| De Zwaan                 | Louis Holst sr.  |                            |                                          |
| Mooie Leendert           | Ton Vos          | Jan Wegter                 | Franklin van der Hurk                    |
| Bleke Doortje            | Willy Zuidema    | Yvonne Heide               | Lemke Bakker                             |
| Tante Piet               | Ditty Doornbos   | Ditty Doornbos             | Mady Alfredo                             |
| Ome Gerrit               | André van Dijk   |                            | IJf Blokker                              |
| Moeder Betje             | Mies Peyters     |                            | Lucie Steyn                              |
| De Lat                   | Gerry Hinrichs   |                            | Jan Tromp                                |

### 1997-2014: Musical
In 1997 kwam De Jantjes na lange tijd weer op de planken in een productie van Joop van den Ende, in de regie van Eddy Habbema.
In het seizoen 2007-2008 werd het stuk opnieuw bewerkt, dit keer door Allard Blom en speelde een tournee door Nederland onder regie van Dick Hauser, wederom een productie van Joop van den Ende.
In seizoen 2012/2013 brengt De Graaf en Cornelissen Producties B.V/DommelGraaf & Cornelissen Entertainment De Jantjes weer terug in het theater. Wegens groot succes gaat deze productie in het najaar van 2014 in reprise.
| Rol                           | 1997-1998                       | 2004-2005                                      | 2012-2013                                   | 2014                  |
| ----------------------------- | ------------------------------- | ---------------------------------------------- | ------------------------------------------- | --------------------- |
| Blonde Greet                  | Mariska van Kolck               | Wieneke Remmers                                | Rosalie de Jong                             | Rosalie de Jong       |
| understudy Blonde Greet       | -                               | Wieke Wiersma                                  | Kaily van Starrenburg                       | Kaily van Starrenburg |
| Toffe Jans                    | Ryan van den Akker              | Birgit Schuurman, Daniëla Oonk (alternate)     | Nikki van Ostaijen                          | Nikki van Ostaijen    |
| understudy Toffe Jans         | Annick Boer                     | Wieke Wiersma                                  | Lisanne Schut                               | Lisanne Schut         |
| Schele Manus                  | Danny de Munk                   | Dennis Overeem                                 | Job Bovelander                              | Rick Sessink          |
| understudy Schele Manus       | Arnold le Belle                 | Steef Hupkes                                   | Barry de Gooijer                            | Barry de Gooijer      |
| Dolle Dries                   | Bart Oomen                      | Hugo Metsers                                   | Stefan de Kogel                             | Stefan de Kogel       |
| understudy Dolle Dries        | -                               | Steef Hupkes                                   | Kick Spijkerman                             | Barry de Gooijer      |
| Blauwe Toon                   | René Vernout                    | Istvan Hitzelberger                            | Rick Sessink                                | Stephan Mooijman      |
| understudy Blauwe Toon        | -                               | Christian Seykens                              | Kick Spijkerman                             | Maarten Redeker       |
| Na Druppel                    | Carry Tefsen                    | Sylvia Alberts                                 | Willeke Alberti, Lucie de Lange (alternate) | Willeke Alberti       |
| understudy Na Druppel         | -                               | Celia van den Boogert                          | Yvonne Valkenburg                           | Yvonne Valkenburg     |
| De Mop                        | Peter Faber                     | Bob Fosko                                      | Arie Cupé                                   | Arie Cupé             |
| understudy De Mop             | -                               | Dick Schaar                                    | Aernout Pleket                              | Aernout Pleket        |
| Mooie Leendert                | Johnny Kraaijkamp jr.           | Koert-Jan de Bruijn, Roscoe Leijen (alternate) | Winston Post                                | Winston Post          |
| understudy Mooie Leendert     | Marc Krone                      | -                                              | Barry de Gooijer                            | Barry de Gooijer      |
| Bleke Doortje                 | Leontine Ruiters, Inge Ipenburg | Jolanda van den Berg                           | Kaily van Starrenburg                       | Kaily van Starrenburg |
| understudy Bleke Doortje      | Annick Boer                     | Fleur van de Water                             | Piek van der Kaaden                         | Esmée Dekker          |
| Tante Piet(je)                | Rick Nicolet                    | Carry Tefsen, Jenny Arean                      | Ellen Evers                                 | Ellen Evers           |
| Understudy Tante Piet(je)     | -                               | Maja van den Broecke                           | Piek van der Kaaden                         | Esmée Dekker          |
| (Ome) Gerrit                  | -                               | Dick Schaar                                    | Jasper Kerkhof                              | Dick Cohen            |
| understudy (Ome) Gerrit       | -                               | Tommy Netten                                   | Aernout Pleket                              | Aernout Pleket        |
| Moeder/Tante Betje            | Ella Snoep                      | Celia van den Boogert                          | Yvonne Valkenburg                           | Yvonne Valkenburg     |
| understudy Moeder/Tante Betje | -                               | Maja van den Broecke                           | Maja van den Broecke                        |                       |
| Tante Aal                     | -                               | -                                              | Maja van den Broecke                        | Maja van den Broecke  |

## Liedjes
| 1984 | 1997-1998 | 2004-2005 | 2012-2013/ 2014 |
| --- | --- | --- | --- |
| 1e Akte - Ouverture - Wordt nooit verliefd - Dat zijn onze Jantjes - Draaien - Oh, mooie Westertoren - Als je huilt ben je een stakker - Ode aan 't IJ - Nou, tabé dan 2e Akte - Als de tros wordt losgesmeten - In de Jordaan - Omdat ik zoveel van je hou - Dat zijn onze Jantjes (reprise) - Buiging/Medley (Dat zijn onze Jantjes - In de Jordaan) | 1e Akte - Mooi is de Jordaan *(1) - Wordt nooit verliefd - Dat zijn onze Jantjes - Oh, mooie Westertoren - Draaien - Quadrille - Sailor *(1) - Witte en rooie radijs - Die Schele begint me te vervelen - De bink van de buurt *(1) - De Kolonialen - Als je huilt ben je een stakker - De Kolonialen (reprise) - Ode aan het ‘t IJ - Nou tabé dan 2e Akte - Als ik in mijn klamboe lig te dromen - Terang Boelan - Als de tros wordt losgesmeten - In de Jordaan - Omdat ik zoveel van je hou - Zo zijn de vrouwen *(2) - Een zee van tijd *(1) - Dat zijn onze Jantjes (reprise) | 1e Akte - Ouverture - Ode aan het IJ - Poen *(3) - Wordt nooit verliefd - Dat zijn onze Jantjes - O, mooie Westertoren - Maar ik heb jou *(4) - Kedrielje (instrumentaal) - Draaien - Jordaanwals - Die schele begint me te vervelen - De vriendschap *(5) - Als je huilt ben je een stakker - Ode aan het IJ (reprise) 2e Akte - Terang Boelan - Als ik in mijn klamboe lig te dromen - Als de tros wordt losgesmeten - In de Jordaan - Om dat ik zoveel van je hou - De Vriendschap (reprise) *(5) - In de Jordaan - Dat zijn onze Jantjes | 1e Akte - Ouverture/ O mooie Westertoren - Laat je kop niet hangen *(6) - Wordt nooit verliefd - Dat zijn onze Jantjes - O, mooie Westertoren (reprise) - Draaien, altijd maar draaien - Wees tevreden met een heel klein beetje *(7) - Draaien, altijd maar draaien (reprise) - Onder de mooie bomen van het plein *(8) - De vrouwen kun je niet vertrouwen - Als je huilt ben je een stakker - Nou tabé dan 2e Akte - Terang boelan - Als ik in m’n klamboe lig te dromen - Als de tros wordt losgesmeten - Ode aan het IJ - Als je voor een dubbeltje geboren bent *(9) - In de Jordaan - Omdat ik zoveel van je hou - Wees tevreden met een heel klein beetje (reprise) *(7) - Dat zijn onze Jantjes (reprise) |

- (1) Geschreven voor de voorstelling door Ruud Bos en Ivo de Wijs
- (2) Toegevoegd aan de voorstelling (lied van Louis Davids en Jacques van Tol)
- (3) Toegevoegd aan de voorstelling (lied van Wim Sonneveld)
- (4) Toegevoegd aan de voorstelling (lied van Louis Davids)
- (5) Toegevoegd aan de voorstelling (lied van Thé Lau)
- (6) Toegevoegd aan de voorstelling (lied van Louis Davids)
- (7) Toegevoegd aan de voorstelling (lied van Louis Davids)
- (8) Toegevoegd aan de voorstelling (lied van Max Tak)
- (9) Toegevoegd aan de voorstelling (lied van Louis Davids)

## Verfilmingen
De eerste film stamt uit 1922, met Louis Davids in de rol van Blauwe Toon. Het was een stomme film.
Een tweede verfilming is uit 1934, met onder meer Heintje Davids, Fien de la Mar en Johan Kaart. Ook keerde Louis Davids terug, ditmaal in een gastoptreden als cabaretier; Davids had intussen de leiding gekregen over het Kurhaus Cabaret in Scheveningen, waar hij faam maakte als conferencier-cabaretier. Dit was een van de eerste Nederlandse films waarin gesproken werd. Deze versie werd in 1940 gecensureerd: beelden van de marine in Nederlands-Indië werden eruit gesneden.
| Rol                      | 1922             | 1934                  |
| ------------------------ | ---------------- | --------------------- |
| Blonde Greet             | Beppie de Vries  | Suzie Klein           |
| Toffe Jans               | Greta Meyer      | Fien de la Mar        |
| Schele Manus (De Schele) | Johan Elsensohn  | Johan Kaart           |
| Dolle Dries              | Maurits de Vries | Willy Castello        |
| Blauwe Toon (De Blauwe)  | Louis Davids     | Jan van Ees           |
| Na Druppel               | Adrienne Solser  | Heintje Davids        |
| De Mop                   | Piet Urban       | Sylvain Poons         |
| Leendert                 | Andre van Dijk   | Joan Remmelts         |
| (Bleke) Doortje          | Beppie Murray    | Cissy van Bennekom    |
| Tante Piet               | Riek Kloppenburg | Aaf Bouber ten Hope   |
| Oom Gerrit               | Chris Laurentius | Cor Hermus            |
| Moeder Betje             | Ka Bos           | Marie van Westerhoven |
| Moeder van Blauwe Toon   | Paula de Waart   | Rika Hopper           |
| Vader van Blauwe Toon    | Hans Bruning     |                       |
| Cabaretier               |                  | Louis Davids          |

## Trivia
- Uit een van de opvoeringen kwam tevens een muzikaal duo tot stand: De Jantjes, bestaande uit Dick Rienstra en Martin Käfig. Zij hadden in 1974 een hitje met Toedeloe.